# نیوتون بیتمن
نیوتون بیتمن (Newton Bateman) (زادهٔ ۲۷ ژوئیه ۱۸۲۲ – درگذشتهٔ ۲۱ اکتبر ۱۸۹۷)، مدیر آکادمیک، آموزشی و ویراستار آمریکایی اهل نیوجرسی بود. بیتمن در فقر بزرگ شد و در جوانی به همراه خانواده‌اش به ایلینوی آمده و سپس به کالج ایلینوی راه یافت. هنگامی که فارغ‌التحصیل شد، دوباره برای امرار معاش تلاش کرد تا آن که یک نیکوکار ناشناس مبلغ زیادی پول برای وی فرستاد. او از آن پول برای تأسیس یک مدرسهٔ خصوصی در سنت لوئیس، میزوری استفاده کرد. او بعدها بین سال‌های ۱۸۵۹ تا ۱۸۶۳ به عنوان سرپرست مدارس شهرستان مورگان، ایلینوی انتخاب شده و سپس بین سال‌های ۱۸۶۵ تا ۱۸۷۵ به عنوان سرپرست آموزش عمومی ایلینوی خدمت نمود. بیتمن استعفا داد تا رئیس کالج ناکس شود. وی در اواخر زندگی یک دایرةالمعارف دولتی منتشر کرد. بیتمن یکی از هم‌قطاران آبراهام لینکلن بود و منبع گزارشی جنجالی از دیدگاه‌های مذهبی اوست.

## زندگی‌نامه
نیوتون بیتمن ۲۷ ژوئیه ۱۸۲۲ در بریجتون، نیوجرسی چشم به جهان گشود. پدرش بافنده‌ای بود که با رشد صنعتی‌سازی مبارزه کرد و هنگامی که نیوتون یازده ساله بود خانواده‌اش را به غرب برد. مادرش در راه نقل خانهٔ جدیدشان واقع در مردوسیا، ایلینوی بر اثر همه‌گیری وبای آسیایی جان باخت. خانواده‌اش همچنان به مبارزه با فقر ادامه داد. نیوتون برای کمک به خانواده، پادوی حقوقدان برجسته در جکسون‌ویل، ایلینوی شد. او عاشق دختر آن حقوقدان شد ولی شرایط اجتماعی مناسبی برای درخواست ازدواج از او را نداشت. با این حال این موضوع الهام‌بخش وی برای ادامهٔ تحصیل شد.
بیتمن برای جمع‌آوری پول مورد نیاز تحصیل چوب می‌برید. او پیش از پذیرفته شدن در کالج ایلینوی در سال ۱۸۳۹، در بخش مقدماتی آن شرکت کرد. هم‌کلاسی‌های او شوخ‌طبعی وی را می‌پسندیدند. بیتمن نخستین کلاس خود را زمانی برگزار کرد که خود در آنجا مشغول به تحصیل بود. این کلاس یک دورهٔ لاتین برای بخش مقدماتی کالج بود. او در ژوئن ۱۸۴۳ فارغ‌التحصیل شده و پس از آن قصد داشت پروتستان شود. وی دورهٔ کوتاهی در مدرسهٔ علوم دینی لین در سینسیناتی، اوهایو تحصیل کرد اما به دلیل نداشتن پشتوانهٔ مالی به ناچار اخراج شد. سپس برای یک نمایندگی کتاب مشغول به کار شد و به فروش نقشه پرداخت ولی دوباره به فقر دچار شد. یک نیکوکار گمنام مقداری پول برای او فرستاد که بیتمن در سال ۱۸۴۵ از آن برای ساختن یک مدرسهٔ خصوصی در شمال سنت لوئیس، میزوری استفاده کرد. اگرچه همچنان از لحاظ مالی درگیر بود، اما اعتباری به عنوان یک رهبر محلی در عرصهٔ آموزش کسب کرد.
دانشگاه میزوری در سال ۱۸۴۷ بیتمن را به عنوان استاد ریاضیات استخدام کرد. هنگامی که یک مدرسهٔ رایگان در بخش غربی جکسون‌ویل، ایلینوی در سال ۱۸۶۱ تأسیس شد، از بیتمن برای سرپرستی دعوت کردند. او خیلی زود رئیس مدرسهٔ شهرستان مورگان، ایلینوی در جکسون‌ویل شد. در حالی که او به اتحادیهٔ دبیران ایالتی پیوست و از ایجاد دانشگاه صنعتی ایلینوی و دانشگاه ایالتی ایلینوی طرفداری کرد. بیتمن در سال ۱۸۵۵ به عنوان نایب‌رئیس انجمن معلمان ایلینویز منصوب شد و نشریه آن را به نام معلم ایلینوی ویرایش کرد. وی در سال ۱۸۵۸ تنها ویراستار انتشارات و سرپرست آکادمی زنان جکسون‌ویل خوانده می‌شد.
حزب جمهوری‌خواه ایالات متحده آمریکا بیتمن را برای دفتر سرپرست آموزش عمومی ایلینوی منصوب کرد. او انتخاب شده و در ژانویه ۱۸۵۹ در آن دفتر شروع به کار کرد. وی در نخستین دورهٔ انتصاب خود اطمینان حاصل کرد که تمام مدارس جدید برای بازگشایی، گواهی‌نامهٔ ایالتی دریافت کنند. او در سال ۱۸۶۱ برای یک دورهٔ دو سالهٔ دیگر نیز انتخاب شد. بیتمن در انتخابات سال ۱۸۶۱ شکست خورد ولی مجدد در سال ۱۸۶۴ با موفقیت انتخاب شد و آن سمت را برای یک دههٔ دیگر نیز حفظ کرد. وی در آخرین سال گزارش ۸۳ صفحه‌ای شامل پیشنهاد انتخاب کتب برای کتابخانه‌های مدارس منتشر کرد.
به بیتمن در طول دوره‌های انتصاب خود به عنوان سرپرست ایالت، ریاست کالج‌های مختلفی پیشنهاد می‌شد. او در سال ۱۸۷۵ ریاست کالج ناکس در گیلزبرگ، ایلینوی را پذیرفت. او مدرسه را در هجده سال بعدی رهبری کرد و از سال ۱۸۷۷ تا ۱۸۹۱ عضو هیئت سلامت ایلینوی نیز بود. در سال ۱۸۹۳، او به دلیل از دست دادن سلامتیش استعفا داد و به استادی افتخاری مدرسه منصوب شد. بیتمن تنها یک کلاس را تدریس می‌نمود و بیشتر زمان خود را صرف گردآوری دایرةالمعارف تاریخی ایلینوی می‌کرد.
بیتمن در سال ۱۸۵۰ با سارا دیتون ازدواج کرد گرچه همسرش در ۱۶ مه ۱۸۵۷ چشم از جهان فروبست. آنها یک پسر به نام کلیفورد راش و یک دختر داشتند. او در سال ۱۸۵۹ با آنی ان تایلر ازدواج کرد و صاحب دو دختر شد. آنها همچنین یکی از دختران یتیم خواهر/برادر خود را به سرپرستی پذیرفتند. آنی ان تایلر در سال ۱۸۷۷ و بیتمن در ۲۱ اکتبر ۱۸۹۷ در گیلزبرگ چشم از جهان فروبستند. بیتمن در قبرستان امید به خاک سپرده شد.
نام او بر مدرسه ابتدایی نیوتون بیتمن در شیکاگو نهاده شده‌است.

## بیتمن و لینکلن
نیوتون بیتمن دوست و متحد سیاسی آبراهام لینکلن بود. همگامی که می‌خواست از عمارت پارلمان ایالتی ایلینوی در اسپرینگفیلد، ایلینوی به جهت مسائل سایسی بازدید کند، او در اتاق کنار سرپرست ساکن بود. لینکلن به عنوان مزاح بیتمن را «دوست کوچک» یاد می‌کرد، زیرا که او قد بلند و بیتمن کوتاه بود. آنها در سال ۱۸۶۰ طی اقامت هفت‌ماهه نزد لینکلن در طول نامزدی برای ریاست جمهوری با یکدیگر صمیمی شده بودند. تعامل بین آن دو به دلیل شیوهٔ به تصویر کشیدن عقاید مذهبی لینکلن برای زندگی‌نویسان جالب است. هنگامی که جوزایا گیلبرت هلند به دنبال حقایقی درمورد زندگی لینکلن بود، با بیتمن مصاحبه کرد.
بر اساس اظهارات بیتمن، لینکلن از او خواسته بود به دفترش بیاید تا تعداد آرا در اسپرینگفیلد، ایلینوی را پیش‌بینی کنند. این پیش‌بینی نتیجهٔ انتخابات، رأی‌های مورد نظر تمام رأی دهندگان اسپرینگفیلد، ایلینوی را نشان داد و لینکلن مضطرب شده بود.